# 野澤啓佑
野澤啟佑（1991年6月7日—）是日本田徑運動員，專攻短跑項目。他曾贏得2013年東亞運動會男子400公尺跨欄季軍。他也參加了2016年夏季奧林匹克運動會。

## 賽事記錄
| 年        | 賽事           | 舉辦城市   | 名次      | 項目          | 記錄      |
| 代表 日本 | 代表 日本      | 代表 日本  | 代表 日本 | 代表 日本     | 代表 日本 |
| --------- | -------------- | ---------- | --------- | ------------- | --------- |
| 2013      | 世界大學運動會 | 俄羅斯喀山 | 第6名     | 400公尺跨欄   | 50.15     |
| 2013      | 世界大學運動會 | 俄羅斯喀山 | 第5名     | 4×400公尺接力 | 3:06.58   |
| 2013      | 東亞運動會     | 中國天津   | 季軍      | 400公尺跨欄   | 50.61     |
| 2013      | 東亞運動會     | 中國天津   | 亞軍      | 4×400公尺接力 | 3:07.32   |

## 外部連結
- 野澤啓佑在的頁面
- 野澤啓佑的X（前Twitter）